# Moray (Einheit)
Der Moray, auch Mudi oder Moreh, war ein Volumenmaß für Getreide. Das Maß war in Madras verbreitet.
- 1 Moray = 38 Pucca-Seers = 45,88126 Liter
- Abweichungen im Landesinnere 1 Moray = 3 Cullishigays = 42 Hanies = 44,132 Liter
- 49 Moray = 1 Corge (für Reis)